# Seznam dílů seriálu Show Jerryho Seinfelda
Toto je seznam dílů seriálu Show Jerryho Seinfelda. Americký komediální seriál Show Jerryho Seinfelda, který byl poprvé vysílán 5. července 1989 a skončil po devíti řadách dne 14. května 1998, vysílala americká stanice NBC.
V Česku byl seriál vysílán nejdříve pod původním názvem Seinfeld. První tři řady odvysílala TV Nova v roce 1997, zbylých šest řad TV Galaxie (TV Praha) v roce 2003. Seriál byl v letech 2009 až 2010 a opětovně v roce 2011 reprízován na kanálu Nova Cinema pod názvem Show Jerryho Seinfelda.
Seznam dílů je sestaven podle pořadí při americké televizní premiéře. Při vydání seriálu na DVD byly díly přeuspořádány podle doby výroby (víceméně podle produkčních kódů). Takové pořadí více respektuje některé dějové návaznosti. Epizoda The Stranded byla natočena během druhé série, ale odvysílána až během série třetí. Vydání na DVD vrací díl do druhé série.
Není známo, v jakém pořadí se díly seriálu vysílaly při české premiéře nebo jiných opakováních, ale při repríze na Nova Cinema mezi 6. květnem 2009 a 8. červnem 2010 nebylo několik dílů odvysíláno (není známo, jestli se ztratil dabing, nebo jestli vůbec k chybějícím dílům někdy existoval) a několik dílů bylo různě přesunuto do jiných řad.

## Přehled řad
| Řada | Díly | Premiéra v USA   | Premiéra v USA  | Premiéra v ČR  | Premiéra v ČR |
| Řada | Díly | První díl        | Poslední díl    | První díl      | Poslední díl  |
| ---- | ---- | ---------------- | --------------- | -------------- | ------------- |
| 1    | 5    | 5. července 1989 | 21. června 1990 | 13. dubna 1997 | 1997          |
| 2    | 12   | 23. ledna 1991   | 26. června 1991 | 1997           | 1997          |
| 3    | 23   | 18. září 1991    | 6. května 1992  | 1997           | 1997          |
| 4    | 24   | 12. srpna 1992   | 20. května 1993 | 2003           | 2003          |
| 5    | 22   | 16. září 1993    | 19. května 1994 | 2003           | 2003          |
| 6    | 24   | 22. září 1994    | 11. května 1995 | 2003           | 2003          |
| 7    | 24   | 21. září 1995    | 16. května 1996 | 2003           | 2003          |
| 8    | 22   | 19. září 1996    | 15. května 1997 | 2003           | 2003          |
| 9    | 24   | 25. září 1997    | 14. května 1998 | 2003           | 2003          |

## Seznam dílů

### První řada (1989–1990)
| Č. v seriálu | Č. v řadě | Původní název           | Český název                   | Režie        | Scénář                       | Premiéra v USA   | Prod. kód |
| ------------ | --------- | ----------------------- | ----------------------------- | ------------ | ---------------------------- | ---------------- | --------- |
| 1            | 1         | The Seinfeld Chronicles | Seinfeld (Netflix)            | Art Wolff    | Larry David a Jerry Seinfeld | 5. července 1989 | 101       |
| 2            | 2         | The Stake Out           | Sledovačka (Netflix)          | Tom Cherones | Larry David a Jerry Seinfeld | 31. května 1990  | 103       |
| 3            | 3         | The Robbery             | Vykradený byt (Netflix)       | Tom Cherones | Matt Goldman                 | 7. června 1990   | 104       |
| 4            | 4         | Male Unbonding          | Rozchod po chlapsku (Netflix) | Tom Cherones | Larry David a Jerry Seinfeld | 14. června 1990  | 102       |
| 5            | 5         | The Stock Tip           | Burzovní tip (Netflix)        | Tom Cherones | Larry David a Jerry Seinfeld | 21. června 1990  | 105       |

### Druhá řada (1991)
| Č. v seriálu | Č. v řadě | Původní název          | Český název                   | Režie        | Scénář                       | Premiéra v USA  | Prod. kód |
| ------------ | --------- | ---------------------- | ----------------------------- | ------------ | ---------------------------- | --------------- | --------- |
| 6            | 1         | The Ex-Girlfriend      | Bývalka (Netflix)             | Tom Cherones | Larry David a Jerry Seinfeld | 23. ledna 1991  | 201       |
| 7            | 2         | The Pony Remark        | Poznámka o poníkovi (Netflix) | Tom Cherones | Larry David a Jerry Seinfeld | 30. ledna 1991  | 202       |
| 8            | 3         | The Jacket             | Bunda (Netflix)               | Tom Cherones | Larry David a Jerry Seinfeld | 6. února 1991   | 205       |
| 9            | 4         | The Phone Message      | Vzkaz (Netflix)               | Tom Cherones | Larry David a Jerry Seinfeld | 13. února 1991  | 207       |
| 10           | 5         | The Apartment          | Byt (Netflix)                 | Tom Cherones | Peter Mehlman                | 4. dubna 1991   | 208       |
| 11           | 6         | The Statue             | Socha (Netflix)               | Tom Cherones | Larry Charles                | 11. dubna 1991  | 210       |
| 12           | 7         | The Revenge            | Pomsta (Netflix)              | Tom Cherones | Larry David                  | 18. dubna 1991  | 212       |
| 13           | 8         | The Heart Attack       | Infarkt (Netflix)             | Tom Cherones | Larry Charles                | 25. dubna 1991  | 211       |
| 14           | 9         | The Deal               | Dohoda (Netflix)              | Tom Cherones | Larry David                  | 2. května 1991  | 213       |
| 15           | 10        | The Baby Shower        | Oslava narození (Netflix)     | Tom Cherones | Larry Charles                | 16. května 1991 | 204       |
| 16           | 11        | The Chinese Restaurant | Čínská restaurace (Netflix)   | Tom Cherones | Larry David a Jerry Seinfeld | 23. května 1991 | 206       |
| 17           | 12        | The Busboy             | Pingl (Netflix)               | Tom Cherones | Larry David a Jerry Seinfeld | 26. června 1991 | 203       |

### Třetí řada (1991–1992)
| Č. v seriálu | Č. v řadě | Původní název                                  | Český název                   | Režie           | Scénář                                     | Premiéra v USA     | Prod. kód |
| ------------ | --------- | ---------------------------------------------- | ----------------------------- | --------------- | ------------------------------------------ | ------------------ | --------- |
| 18           | 1         | The Note                                       | Potvrzení (Netflix)           | Tom Cherones    | Larry David                                | 18. září 1991      | 301       |
| 19           | 2         | The Truth                                      | Pravda (Netflix)              | David Steinberg | Elaine Pope                                | 25. září 1991      | 302       |
| 20           | 3         | The Pen                                        | Pero (Netflix)                | Tom Cherones    | Larry David                                | 2. října 1991      | 305       |
| 21           | 4         | The Dog                                        | Pes (Netflix)                 | Tom Cherones    | Larry David                                | 9. října 1991      | 303       |
| 22           | 5         | The Library                                    | Knihovna (Netflix)            | Joshua White    | Larry Charles                              | 16. října 1991     | 304       |
| 23           | 6         | The Parking Garage                             | Na parkovišti (Netflix)       | Tom Cherones    | Larry David                                | 30. října 1991     | 306       |
| 24           | 7         | The Café                                       | Kavárna (Netflix)             | Tom Cherones    | Tom Leopold                                | 6. listopadu 1991  | 307       |
| 25           | 8         | The Tape                                       | Kazeta (Netflix)              | David Steinberg | Larry David, Bob Shaw a Don McEnery        | 13. listopadu 1991 | 308       |
| 26           | 9         | The Nose Job                                   | Plastika nosu (Netflix)       | Tom Cherones    | Peter Mehlman                              | 20. listopadu 1991 | 309       |
| 27           | 10        | The Stranded                                   | Jako ve vězení (Netflix)      | Tom Cherones    | Larry David, Jerry Seinfeld a Matt Goldman | 27. listopadu 1991 | 209       |
| 28           | 11        | The Alternate Side                             | Druhá strana (Netflix)        | Tom Cherones    | Larry David a Bill Masters                 | 4. prosince 1991   | 310       |
| 29           | 12        | The Red Dot                                    | Červená tečka (Netflix)       | Tom Cherones    | Larry David                                | 11. prosince 1991  | 311       |
| 30           | 13        | The Subway                                     | Metro (Netflix)               | Tom Cherones    | Larry Charles                              | 8. ledna 1992      | 313       |
| 31           | 14        | The Pez Dispenser                              | Dávkovač bonbónů (Netflix)    | Tom Cherones    | Larry David                                | 15. ledna 1992     | 314       |
| 32           | 15        | The Suicide                                    | Sebevražda (Netflix)          | Tom Cherones    | Tom Leopold                                | 29. ledna 1992     | 312       |
| 33           | 16        | The Fix-Up                                     | Dohazovači (Netflix)          | Tom Cherones    | Elaine Pope a Larry Charles                | 5. února 1992      | 317       |
| 34           | 17        | The Boyfriend (Part 1) The New Friend (Part 1) | Přítel (1. část) (Netflix)    | Tom Cherones    | Larry David a Larry Levin                  | 12. února 1992     | 315       |
| 35           | 18        | The Boyfriend (Part 2) The New Friend (Part 2) | Přítel (2. část) (Netflix)    | Tom Cherones    | Larry David a Larry Levin                  | 12. února 1992     | 316       |
| 36           | 19        | The Limo                                       | Limuzína (Netflix)            | Tom Cherones    | námět: Marc Jaffe scénář: Larry Charles    | 26. února 1992     | 318       |
| 37           | 20        | The Good Samaritan                             | Milosrdný Samaritán (Netflix) | Jason Alexander | Peter Mehlman                              | 4. března 1992     | 319       |
| 38           | 21        | The Letter                                     | Dopis (Netflix)               | Tom Cherones    | Larry David                                | 25. března 1992    | 320       |
| 39           | 22        | The Parking Space                              | Parkování (Netflix)           | Tom Cherones    | Larry David a Greg Daniels                 | 22. dubna 1992     | 322       |
| 40           | 23        | The Keys                                       | Klíče (Netflix)               | Tom Cherones    | Larry Charles                              | 6. května 1992     | 321       |

### Čtvrtá řada (1992–1993)
| Č. v seriálu | Č. v řadě | Původní název       | Český název                                 | Režie        | Scénář                                                                    | Premiéra v USA     | Prod. kód |
| ------------ | --------- | ------------------- | ------------------------------------------- | ------------ | ------------------------------------------------------------------------- | ------------------ | --------- |
| 41           | 1         | The Trip (Part 1)   | Výlet (1. část) (Netflix)                   | Tom Cherones | Larry Charles                                                             | 12. srpna 1992     | 401       |
| 42           | 2         | The Trip (Part 2)   | Výlet (2. část) (Netflix)                   | Tom Cherones | Larry Charles                                                             | 19. srpna 1992     | 402       |
| 43           | 3         | The Pitch           | Nový pořad (Netflix)                        | Tom Cherones | Larry David                                                               | 16. září 1992      | 403       |
| 44           | 4         | The Ticket          | Pokuta (Netflix)                            | Tom Cherones | Larry David                                                               | 16. září 1992      | 404       |
| 45           | 5         | The Wallet          | Peněženka (Netflix)                         | Tom Cherones | Larry David                                                               | 23. září 1992      | 405       |
| 46           | 6         | The Watch           | Hodinky (Netflix)                           | Tom Cherones | Larry David                                                               | 30. září 1992      | 406       |
| 47           | 7         | The Bubble Boy      | Bubliňák (Netflix)                          | Tom Cherones | Larry David a Larry Charles                                               | 7. října 1992      | 407       |
| 48           | 8         | The Cheever Letters | Dopisy od Cheevera (Netflix)                | Tom Cherones | námět: Larry David, Elaine Pope a Tom Leopold scénář: Larry David         | 28. října 1992     | 408       |
| 49           | 9         | The Opera           | Opera (Netflix)                             | Tom Cherones | Larry Charles                                                             | 4. listopadu 1992  | 409       |
| 50           | 10        | The Virgin          | Panna (Netflix)                             | Tom Cherones | námět: Peter Mehlman, Peter Farrelly a Bob Farrelly scénář: Peter Mehlman | 11. listopadu 1992 | 410       |
| 51           | 11        | The Contest         | Soutěž (Netflix)                            | Tom Cherones | Larry David                                                               | 18. listopadu 1992 | 411       |
| 52           | 12        | The Airport         | Letiště (Netflix)                           | Tom Cherones | Larry Charles                                                             | 25. listopadu 1992 | 412       |
| 53           | 13        | The Pick            | Rozhodnutí (Netflix)                        | Tom Cherones | námět: Larry David a Marc Jaffe scénář: Larry David                       | 16. prosince 1992  | 413       |
| 54           | 14        | The Movie           | Film (Netflix)                              | Tom Cherones | Steve Skrovan, Bill Masters a Jon Hayman                                  | 6. ledna 1993      | 415       |
| 55           | 15        | The Visa            | Vízum (Netflix)                             | Tom Cherones | Peter Mehlman                                                             | 27. ledna 1993     | 414       |
| 56           | 16        | The Shoes           | Boty (Netflix)                              | Tom Cherones | Larry David a Jerry Seinfeld                                              | 4. února 1993      | 417       |
| 57           | 17        | The Outing          | Přiznání (Netflix)                          | Tom Cherones | Larry Charles                                                             | 11. února 1993     | 416       |
| 58           | 18        | The Old Man         | Stařec (Netflix)                            | Tom Cherones | námět: Bruce Kirschbaum scénář: Larry Charles                             | 18. února 1993     | 418       |
| 59           | 19        | The Implant         | Umělá prsa (Netflix)                        | Tom Cherones | Peter Mehlman                                                             | 25. února 1993     | 419       |
| 60           | 20        | The Junior Mint     | Bonbon (Netflix)                            | Tom Cherones | Andy Robin                                                                | 18. března 1993    | 421       |
| 61           | 21        | The Smelly Car      | Smradlavé auto (Netflix)                    | Tom Cherones | Larry David a Peter Mehlman                                               | 15. dubna 1993     | 422       |
| 62           | 22        | The Handicap Spot   | Parkovací místo pro handicapované (Netflix) | Tom Cherones | Larry David                                                               | 13. května 1993    | 420       |
| 63           | 23        | The Pilot (Part 1)  | Pilot (1. část) (Netflix)                   | Tom Cherones | Larry David                                                               | 20. května 1993    | 423       |
| 64           | 24        | The Pilot (Part 2)  | Pilot (2. část) (Netflix)                   | Tom Cherones | Larry David                                                               | 20. května 1993    | 424       |

### Pátá řada (1993–1994)
| Č. v seriálu | Č. v řadě | Původní název           | Český název                           | Režie        | Scénář                                                         | Premiéra v USA     | Prod. kód |
| ------------ | --------- | ----------------------- | ------------------------------------- | ------------ | -------------------------------------------------------------- | ------------------ | --------- |
| 65           | 1         | The Mango               | Mango (Netflix)                       | Tom Cherones | námět: Lawrence H. Levy scénář: Lawrence H. Levy a Larry David | 16. září 1993      | 501       |
| 66           | 2         | The Puffy Shirt         | Nabíraná košile (Netflix)             | Tom Cherones | Larry David                                                    | 23. září 1993      | 503       |
| 67           | 3         | The Glasses             | Brýle (Netflix)                       | Tom Cherones | Tom Gammill a Max Pross                                        | 30. září 1993      | 502       |
| 68           | 4         | The Sniffing Accountant | Šňupající účetní (Netflix)            | Tom Cherones | Larry David a Jerry Seinfeld                                   | 7. října 1993      | 504       |
| 69           | 5         | The Bris                | Obřízka (Netflix)                     | Tom Cherones | Larry Charles                                                  | 14. října 1993     | 505       |
| 70           | 6         | The Lip Reader          | Odezírat ze rtů (Netflix)             | Tom Cherones | Carol Leifer                                                   | 28. října 1993     | 506       |
| 71           | 7         | The Non-Fat Yogurt      | Jogurt bez tuku (Netflix)             | Tom Cherones | Larry David                                                    | 4. listopadu 1993  | 508       |
| 72           | 8         | The Barber              | Holič (Netflix)                       | Tom Cherones | Andy Robin                                                     | 11. listopadu 1993 | 507       |
| 73           | 9         | The Masseuse            | Masérka (Netflix)                     | Tom Cherones | Peter Mehlman                                                  | 18. listopadu 1993 | 509       |
| 74           | 10        | The Cigar Store Indian  | Indián z obchodu s doutníky (Netflix) | Tom Cherones | Tom Gammill a Max Pross                                        | 9. prosince 1993   | 510       |
| 75           | 11        | The Conversion          | Obrácení (Netflix)                    | Tom Cherones | Bruce Kirschbaum                                               | 16. prosince 1993  | 511       |
| 76           | 12        | The Stall               | Kabinka (Netflix)                     | Tom Cherones | Larry Charles                                                  | 6. ledna 1994      | 512       |
| 77           | 13        | The Dinner Party        | Večeře (Netflix)                      | Tom Cherones | Larry David                                                    | 3. února 1994      | 514       |
| 78           | 14        | The Marine Biologist    | Mořský biolog (Netflix)               | Tom Cherones | Ron Hauge a Charlie Rubin                                      | 10. února 1994     | 513       |
| 79           | 15        | The Pie                 | Koláč (Netflix)                       | Tom Cherones | Tom Gammill a Max Pross                                        | 17. února 1994     | 515       |
| 80           | 16        | The Stand-In            | Záskok (Netflix)                      | Tom Cherones | Larry David                                                    | 24. února 1994     | 516       |
| 81           | 17        | The Wife                | Manželka (Netflix)                    | Tom Cherones | Peter Mehlman                                                  | 17. března 1994    | 517       |
| 82           | 18        | The Raincoats (Part 1)  | Plášť (1. část) (Netflix)             | Tom Cherones | Tom Gammill, Max Pross, Larry David a Jerry Seinfeld           | 28. dubna 1994     | 519       |
| 83           | 19        | The Raincoats (Part 2)  | Plášť (2. část) (Netflix)             | Tom Cherones | Tom Gammill, Max Pross, Larry David a Jerry Seinfeld           | 28. dubna 1994     | 520       |
| 84           | 20        | The Fire                | Požár (Netflix)                       | Tom Cherones | Larry Charles                                                  | 5. května 1994     | 518       |
| 85           | 21        | The Hamptons            | Hamptons (Netflix)                    | Tom Cherones | Peter Mehlman a Carol Leifer                                   | 12. května 1994    | 522       |
| 86           | 22        | The Opposite            | Opak (Netflix)                        | Tom Cherones | Andy Cowan, Larry David a Jerry Seinfeld                       | 19. května 1994    | 521       |

### Šestá řada (1994–1995)
| Č. v seriálu | Č. v řadě | Původní název                  | Český název                     | Režie              | Scénář                                                                                             | Premiéra v USA     | Prod. kód |
| ------------ | --------- | ------------------------------ | ------------------------------- | ------------------ | -------------------------------------------------------------------------------------------------- | ------------------ | --------- |
| 87           | 1         | The Chaperone                  | Doprovod (Netflix)              | Andy Ackerman      | Larry David, Bill Masters a Bob Shaw                                                               | 22. září 1994      | 601       |
| 88           | 2         | The Big Salad                  | Velký salát (Netflix)           | Andy Ackerman      | Larry David                                                                                        | 29. září 1994      | 602       |
| 89           | 3         | The Pledge Drive               | Benefiční pořad (Netflix)       | Andy Ackerman      | Tom Gammill a Max Pross                                                                            | 6. října 1994      | 603       |
| 90           | 4         | The Chinese Woman              | Číňanka (Netflix)               | Andy Ackerman      | Peter Mehlman                                                                                      | 13. října 1994     | 604       |
| 91           | 5         | The Couch                      | Gauč (Netflix)                  | Andy Ackerman      | Larry David                                                                                        | 27. října 1994     | 605       |
| 92           | 6         | The Gymnast                    | Gymnastka (Netflix)             | Andy Ackerman      | Alec Berg a Jeff Schaffer                                                                          | 3. listopadu 1994  | 606       |
| 93           | 7         | The Soup                       | Polévka (Netflix)               | Andy Ackerman      | Fred Stoller                                                                                       | 10. listopadu 1994 | 608       |
| 94           | 8         | The Mom & Pop Store            | Tradiční obchod (Netflix)       | Andy Ackerman      | Tom Gammill a Max Pross                                                                            | 17. listopadu 1994 | 607       |
| 95           | 9         | The Secretary                  | Sekretářka (Netflix)            | David Owen Trainor | Carol Leifer a Marjorie Gross                                                                      | 8. prosince 1994   | 609       |
| 96           | 10        | The Race                       | Závod (Netflix)                 | Andy Ackerman      | námět: Tom Gammill, Max Pross, Larry David & Sam Kass scénář: Tom Gammill, Max Pross a Larry David | 15. prosince 1994  | 612       |
| 97           | 11        | The Switch                     | Záměna (Netflix)                | Andy Ackerman      | Bruce Kirschbaum a Sam Kass                                                                        | 5. ledna 1995      | 610       |
| 98           | 12        | The Label Maker                | Štítkovač (Netflix)             | Andy Ackerman      | Alec Berg a Jeff Schaffer                                                                          | 19. ledna 1995     | 611       |
| 99           | 13        | The Scofflaw                   | Delikvent (Netflix)             | Andy Ackerman      | Peter Mehlman                                                                                      | 26. ledna 1995     | 613       |
| 100          | 14        | The Highlights of 100 (Part 1) | Speciální 100. díl (Netflix)    | Andy Ackerman      | Peter Mehlman                                                                                      | 2. února 1995      | 623       |
| 101          | 15        | The Highlights of 100 (Part 2) | Speciální 100. díl (Netflix)    | Andy Ackerman      | Peter Mehlman                                                                                      | 2. února 1995      | 624       |
| 102          | 16        | The Beard                      | Plnovous (Netflix)              | Andy Ackerman      | Carol Leifer                                                                                       | 9. února 1995      | 615       |
| 103          | 17        | The Kiss Hello                 | Polibek na přivítanou (Netflix) | Andy Ackerman      | Larry David a Jerry Seinfeld                                                                       | 16. února 1995     | 614       |
| 104          | 18        | The Doorman                    | Vrátný (Netflix)                | Andy Ackerman      | Tom Gammill a Max Pross                                                                            | 23. února 1995     | 616       |
| 105          | 19        | The Jimmy                      | Jimmy (Netflix)                 | Andy Ackerman      | Gregg Kavet a Andy Robin                                                                           | 16. března 1995    | 617       |
| 106          | 20        | The Doodle                     | Karikatura (Netflix)            | Andy Ackerman      | Alec Berg a Jeff Schaffer                                                                          | 6. dubna 1995      | 618       |
| 107          | 21        | The Fusilli Jerry              | Vrtulkový Jerry (Netflix)       | Andy Ackerman      | námět: Marjorie Gross, Jonathan Gross, Ron Hauge a Charlie Rubin scénář: Marjorie Gross            | 27. dubna 1995     | 619       |
| 108          | 22        | The Diplomat's Club            | Diplomatický klub (Netflix)     | Andy Ackerman      | Tom Gammill a Max Pross                                                                            | 4. května 1995     | 620       |
| 109          | 23        | The Face Painter               | Malování na obličej (Netflix)   | Andy Ackerman      | námět: Larry David a Fred Stoller scénář: Larry David                                              | 11. května 1995    | 622       |
| 110          | 24        | The Understudy                 | Náhradnice (Netflix)            | Andy Ackerman      | Marjorie Gross a Carol Leifer                                                                      | 18. května 1995    | 621       |

### Sedmá řada (1995–1996)
| Č. v seriálu | Č. v řadě | Původní název               | Český název                                              | Režie         | Scénář                                                   | Premiéra v USA     | Prod. kód |
| ------------ | --------- | --------------------------- | -------------------------------------------------------- | ------------- | -------------------------------------------------------- | ------------------ | --------- |
| 111          | 1         | The Engagement              | Zásnuby (Netflix) Zasnoubení (TV)                        | Andy Ackerman | Larry David                                              | 21. září 1995      | 701       |
| 112          | 2         | The Postponement            | Odklad (Netflix, TV)                                     | Andy Ackerman | Larry David                                              | 28. září 1995      | 702       |
| 113          | 3         | The Maestro                 | Mistr (Netflix) Maestro (TV)                             | Andy Ackerman | Larry David                                              | 5. října 1995      | 703       |
| 114          | 4         | The Wink                    | Mrkání (Netflix) Pomrkávání (TV)                         | Andy Ackerman | Tom Gammill a Max Pross                                  | 12. října 1995     | 704       |
| 115          | 5         | The Hot Tub                 | Vířivka (Netflix, TV)                                    | Andy Ackerman | Gregg Kavet a Andy Robin                                 | 19. října 1995     | 705       |
| 116          | 6         | The Soup Nazi               | Polévkář (Netflix) Svérázný prodavač polévky (TV)        | Andy Ackerman | Spike Feresten                                           | 2. listopadu 1995  | 706       |
| 117          | 7         | The Secret Code             | Tajný kód (Netflix, TV)                                  | Andy Ackerman | Alec Berg a Jeff Schaffer                                | 9. listopadu 1995  | 707       |
| 118          | 8         | The Pool Guy                | Další do party (Netflix) Správce bazénu (TV)             | Andy Ackerman | David Mandel                                             | 16. listopadu 1995 | 708       |
| 119          | 9         | The Sponge                  | Houbička (Netflix) Antikoncepce (TV)                     | Andy Ackerman | Peter Mehlman                                            | 7. prosince 1995   | 709       |
| 120          | 10        | The Gum                     | Žvýkačka (Netflix, TV)                                   | Andy Ackerman | Tom Gammill a Max Pross                                  | 14. prosince 1995  | 710       |
| 121          | 11        | The Rye                     | Chleba (Netflix) Žitný chléb (TV)                        | Andy Ackerman | Carol Leifer                                             | 4. ledna 1996      | 711       |
| 122          | 12        | The Caddy                   | Nosič holí (Netflix) Nosič (TV)                          | Andy Ackerman | Gregg Kavet a Andy Robin                                 | 25. ledna 1996     | 712       |
| 123          | 13        | The Seven                   | Sedm (Netflix, TV)                                       | Andy Ackerman | Alec Berg a Jeff Schaffer                                | 1. února 1996      | 713       |
| 124          | 14        | The Cadillac (Part 1)       | Cadillac (1. část) (Netflix) Cadillac (TV)               | Andy Ackerman | Larry David a Jerry Seinfeld                             | 8. února 1996      | 714       |
| 125          | 15        | The Cadillac (Part 2)       | Cadillac (2. část) (Netflix) Cadillac (TV)               | Andy Ackerman | Larry David a Jerry Seinfeld                             | 8. února 1996      | 717       |
| 126          | 16        | The Shower Head             | Sprchová hlavice (Netflix, TV)                           | Andy Ackerman | Peter Mehlman a Marjorie Gross                           | 15. února 1996     | 715       |
| 127          | 17        | The Doll                    | Panenka (Netflix, TV)                                    | Andy Ackerman | Tom Gammill a Max Pross                                  | 22. února 1996     | 716       |
| 128          | 18        | The Friars Club             | Spolek mnichů (Netflix) Bratři Sandosovi (TV)            | Andy Ackerman | David Mandel                                             | 7. března 1996     | 718       |
| 129          | 19        | The Wig Master              | Parukář (Netflix) Vlásenkář (TV)                         | Andy Ackerman | Spike Feresten                                           | 4. dubna 1996      | 719       |
| 130          | 20        | The Calzone                 | Calzone (Netflix) Calzone (TV)                           | Andy Ackerman | Alec Berg a Jeff Schaffer                                | 25. dubna 1996     | 720       |
| 131          | 21        | The Bottle Deposit (Part 1) | Záloha na lahve (1. část) (Netflix) Záloha na lahve (TV) | Andy Ackerman | Gregg Kavet a Andy Robin                                 | 2. května 1996     | 721       |
| 132          | 22        | The Bottle Deposit (Part 2) | Záloha na lahve (2. část) (Netflix) Záloha na lahve (TV) | Andy Ackerman | Gregg Kavet a Andy Robin                                 | 2. května 1996     | 722       |
| 133          | 23        | The Wait Out                | Trpělivost (Netflix) Na čekané (TV)                      | Andy Ackerman | námět: Peter Mehlman a Matt Selman scénář: Peter Mehlman | 9. května 1996     | 723       |
| 134          | 24        | The Invitations             | Pozvánky (Netflix) Pozvání na svatbu (TV)                | Andy Ackerman | Larry David                                              | 16. května 1996    | 724       |

### Osmá řada (1996–1997)
| Č. v seriálu | Č. v řadě | Původní název        | Český název                     | Režie              | Scénář                                   | Premiéra v USA     | Prod. kód |
| ------------ | --------- | -------------------- | ------------------------------- | ------------------ | ---------------------------------------- | ------------------ | --------- |
| 135          | 1         | The Foundation       | Nadace (Netflix, TV)            | Andy Ackerman      | Alec Berg a Jeff Schaffer                | 19. září 1996      | 801       |
| 136          | 2         | The Soul Mate        | Blízký přítel (Netflix, TV)     | Andy Ackerman      | Peter Mehlman                            | 26. září 1996      | 802       |
| 137          | 3         | The Bizarro Jerry    | Bizarní Jerry (Netflix, TV)     | Andy Ackerman      | David Mandel                             | 3. října 1996      | 803       |
| 138          | 4         | The Little Kicks     | Taneční figury (Netflix, TV)    | Andy Ackerman      | Spike Feresten                           | 10. října 1996     | 804       |
| 139          | 5         | The Package          | Balík (Netflix, TV)             | Andy Ackerman      | Jennifer Crittenden                      | 17. října 1996     | 805       |
| 140          | 6         | The Fatigues         | Maskáče (Netflix, TV)           | Andy Ackerman      | Gregg Kavet a Andy Robin                 | 31. října 1996     | 806       |
| 141          | 7         | The Checks           | Šeky (Netflix, TV)              | Andy Ackerman      | Steve O'Donnell, Tom Gammill a Max Pross | 7. listopadu 1996  | 807       |
| 142          | 8         | The Chicken Roaster  | Kuřecí gril (Netflix, TV)       | Andy Ackerman      | Alec Berg a Jeff Schaffer                | 14. listopadu 1996 | 808       |
| 143          | 9         | The Abstinence       | Abstinence (Netflix, TV)        | Andy Ackerman      | Steve Koren                              | 21. listopadu 1996 | 809       |
| 144          | 10        | The Andrea Doria     | Andrea Doria (Netflix, TV)      | Andy Ackerman      | Spike Feresten                           | 19. prosince 1996  | 810       |
| 145          | 11        | The Little Jerry     | Malý Jerry (Netflix, TV)        | Andy Ackerman      | Jennifer Crittenden                      | 9. ledna 1997      | 811       |
| 146          | 12        | The Money            | Peníze (Netflix, TV)            | Andy Ackerman      | Peter Mehlman                            | 16. ledna 1997     | 813       |
| 147          | 13        | The Comeback         | Vtipná replika (Netflix, TV)    | David Owen Trainor | Gregg Kavet a Andy Robin                 | 30. ledna 1997     | 812       |
| 148          | 14        | The Van Buren Boys   | Van Burenovi hoši (Netflix, TV) | Andy Ackerman      | Darin Henry                              | 6. února 1997      | 814       |
| 149          | 15        | The Susie            | Susie (Netflix, TV)             | Andy Ackerman      | David Mandel                             | 13. února 1997     | 815       |
| 150          | 16        | The Pothole          | Výmol (Netflix, TV)             | Andy Ackerman      | Steve O'Donnell a Dan O'Keefe            | 20. února 1997     | 816       |
| 151          | 17        | The English Patient  | Anglický pacient (Netflix, TV)  | Andy Ackerman      | Steve Koren                              | 13. března 1997    | 817       |
| 152          | 18        | The Nap              | Dřímota (Netflix, TV)           | Andy Ackerman      | Gregg Kavet a Andy Robin                 | 10. dubna 1997     | 818       |
| 153          | 19        | The Yada Yada        | Bla bla bla (Netflix, TV)       | Andy Ackerman      | Peter Mehlman a Jill Franklyn            | 24. dubna 1997     | 819       |
| 154          | 20        | The Millennium       | Milénium (Netflix, TV)          | Andy Ackerman      | Jennifer Crittenden                      | 1. května 1997     | 820       |
| 155          | 21        | The Muffin Tops      | Vdolečky (Netflix, TV)          | Andy Ackerman      | Spike Feresten                           | 8. května 1997     | 821       |
| 156          | 22        | The Summer of George | Georgovo léto (Netflix, TV)     | Andy Ackerman      | Alec Berg a Jeff Schaffer                | 15. května 1997    | 822       |

### Devátá řada (1997–1998)
| Č. v seriálu | Č. v řadě | Původní název                                 | Český název                          | Režie         | Scénář | Premiéra v USA     | Prod. kód |
| ------------ | --------- | --------------------------------------------- | ------------------------------------ | ------------- | --- | ------------------ | --------- |
| 157          | 1         | The Butter Shave                              | Holení jako po másle (Netflix, TV)   | Andy Ackerman | Alec Berg, Jeff Schaffer a David Mandel | 25. září 1997      | 901       |
| 158          | 2         | The Voice                                     | Hlas (Netflix, TV)                   | Andy Ackerman | Alec Berg, Jeff Schaffer a David Mandel | 2. října 1997      | 902       |
| 159          | 3         | The Serenity Now                              | Vyrovnanost (Netflix, TV)            | Andy Ackerman | Steve Koren | 9. října 1997      | 903       |
| 160          | 4         | The Blood                                     | Krev (Netflix, TV)                   | Andy Ackerman | Dan O'Keefe | 16. října 1997     | 904       |
| 161          | 5         | The Junk Mail                                 | Reklamní pošta (Netflix, TV)         | Andy Ackerman | Spike Feresten | 30. října 1997     | 905       |
| 162          | 6         | The Merv Griffin Show                         | Televizní show (Netflix, TV)         | Andy Ackerman | Bruce Eric Kaplan | 6. listopadu 1997  | 906       |
| 163          | 7         | The Slicer                                    | Kráječ (Netflix, TV)                 | Andy Ackerman | námět: Gregg Kavet, Andy Robin a Darin Henry scénář: Gregg Kavet a Andy Robin                                                                     | 13. listopadu 1997 | 907       |
| 164          | 8         | The Betrayal                                  | Zrada (Netflix, TV)                  | Andy Ackerman | David Mandel a Peter Mehlman | 20. listopadu 1997 | 908       |
| 165          | 9         | The Apology                                   | Omluva (Netflix, TV)                 | Andy Ackerman | Jennifer Crittenden | 11. prosince 1997  | 909       |
| 166          | 10        | The Strike                                    | Stávka (Netflix, TV)                 | Andy Ackerman | Dan O'Keefe, Alec Berg a Jeff Schaffer | 18. prosince 1997  | 910       |
| 167          | 11        | The Dealership                                | Prodej aut (Netflix, TV)             | Andy Ackerman | Steve Koren | 8. ledna 1998      | 911       |
| 168          | 12        | The Reverse Peephole                          | Obrácené kukátko (Netflix, TV)       | Andy Ackerman | Spike Feresten | 15. ledna 1998     | 912       |
| 169          | 13        | The Cartoon                                   | Kreslený vtip (Netflix, TV)          | Andy Ackerman | Bruce Eric Kaplan | 29. ledna 1998     | 913       |
| 170          | 14        | The Strong Box                                | Sejf (Netflix, TV)                   | Andy Ackerman | námět: Dan O'Keefe a Billy Kimball scénář: Dan O'Keefe                                                                                            | 5. února 1998      | 914       |
| 171          | 15        | The Wizard                                    | Čaroděj (Netflix, TV)                | Andy Ackerman | Steve Lookner | 26. února 1998     | 915       |
| 172          | 16        | The Burning                                   | Podivné pálení (Netflix, TV)         | Andy Ackerman | Jennifer Crittenden | 19. března 1998    | 916       |
| 173          | 17        | The Bookstore                                 | Knihkupectví (Netflix, TV)           | Andy Ackerman | námět: Spike Feresten, Darin Henry & Marc Jaffe scénář: Spike Feresten                                                                            | 9. dubna 1998      | 917       |
| 174          | 18        | The Frogger                                   | Žabák (Netflix, TV)                  | Andy Ackerman | námět: Gregg Kavet, Andy Robin, Steve Koren & Dan O'Keefe scénář: Gregg Kavet a Andy Robin                                                        | 23. dubna 1998     | 918       |
| 175          | 19        | The Maid                                      | Služebná (Netflix)                   | Andy Ackerman | námět: Alec Berg, David Mandel, Jeff Schaffer, Kit Boss a Peter Mehlman scénář: Alec Berg, David Mandel a Jeff Schaffer                           | 30. dubna 1998     | 919       |
| 176          | 20        | The Puerto Rican Day                          | Oslava Portorika (Netflix, TV)       | Andy Ackerman | Alec Berg, Jennifer Crittenden, Spike Feresten, Bruce Eric Kaplan, Gregg Kavet, Steve Koren, David Mandel, Dan O'Keefe, Andy Robin, Jeff Schaffer | 7. května 1998     | 920       |
| 177          | 21        | The Chronicle (Part 1) The Clip Show (Part 1) | Nejlepší momenty (1. část) (Netflix) | Andy Ackerman | Darin Henry | 14. května 1998    | 921       |
| 178          | 22        | The Chronicle (Part 2) The Clip Show (Part 2) | Nejlepší momenty (2. část) (Netflix) | Andy Ackerman | Darin Henry | 14. května 1998    | 922       |
| 179          | 23        | The Finale (Part 1)                           | Finále (1. část) (Netflix, TV)       | Andy Ackerman | Larry David | 14. května 1998    | 923       |
| 180          | 24        | The Finale (Part 2)                           | Finále (2. část) (Netflix, TV)       | Andy Ackerman | Larry David | 14. května 1998    | 924       |